# Philipp Bouhler
Philipp Bouhler (Múnic, 11 de setembre de 1899 - Altaussee, 19 de maig de 1945) va ser un alt funcionari del partit Nazi que va ser tant Reichsleiter i cap de la Cancelleria del Führer del NSDAP com  SS - Obergruppenführer en les Allgemeine SS. Va ser un dels responsables del programa d'eutanàsia Aktion T4, mitjançant el qual es va assassinar més de 70.000 discapacitats a l'Alemanya Nazi.
Com a membre del Reial Cos de Cadets de Baviera, Bouhler participar en la Primera Guerra Mundial, on va ser greument ferit. Entre 1919 i 1920, va estudiar filosofia, i l'any següent va començar a col·laborar al diari Völkischer Beobachter, diari oficial del Partit Nacional Socialista Alemany dels Treballadors.
Bouhler va ser capturat i detingut el 10 de maig de 1945 per les tropes americanes. Es va suïcidar el 19 maig 1945 mentre es trobava en el camp de concentració dels Estats Units a Zell am See, a Àustria.

## Condecoracions
- Creu de Ferro de segona classe (Eisernes Kreuz 2. Klasse), 1914]
- Creu d'Honor dels Combatents de 1914-18 amb espases
- Orde de Sang
- Insígnia de Ferits
- Orde de Sang.
- Insígnia d'Or del NSDAP.
- Orde del Mèrit Militar (Baviera).
- Creu al Mèrit de Guerra de 2a classe
- Creu al Mèrit de Guerra de 1a classe
- Medalla als 10 anys de servei al NSDAP
- Medalla als 15 anys de servei al NSDAP
- Medalla als 25 anys de servei al NSDAP
- Anell d'honor de les SS.
- Espasa d'honor de les SS.
- Xevró d'honor de la Vella Guàrdia